# Neustädter Markt

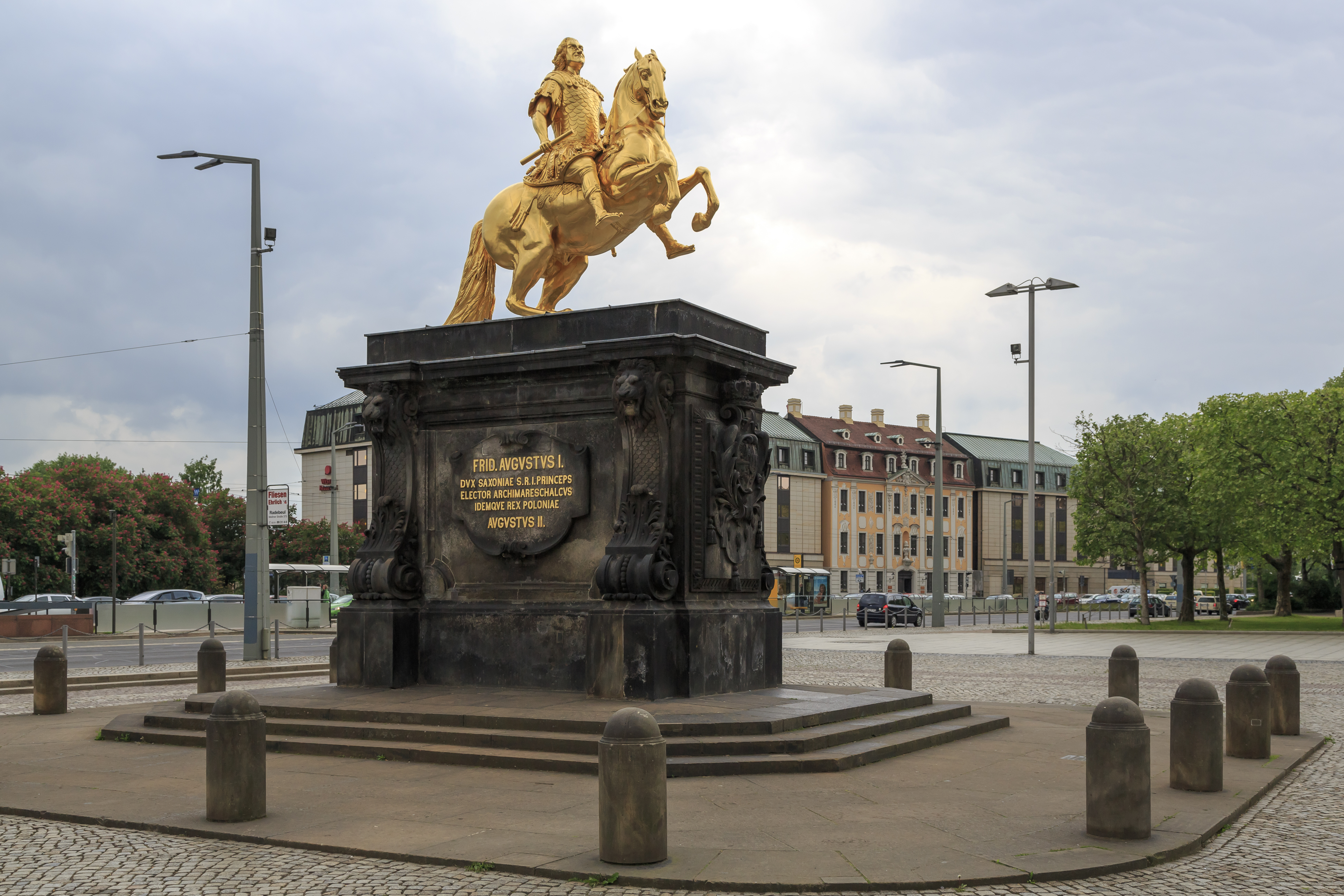
Statua del Cavaliere dorato su Neustädter Markt

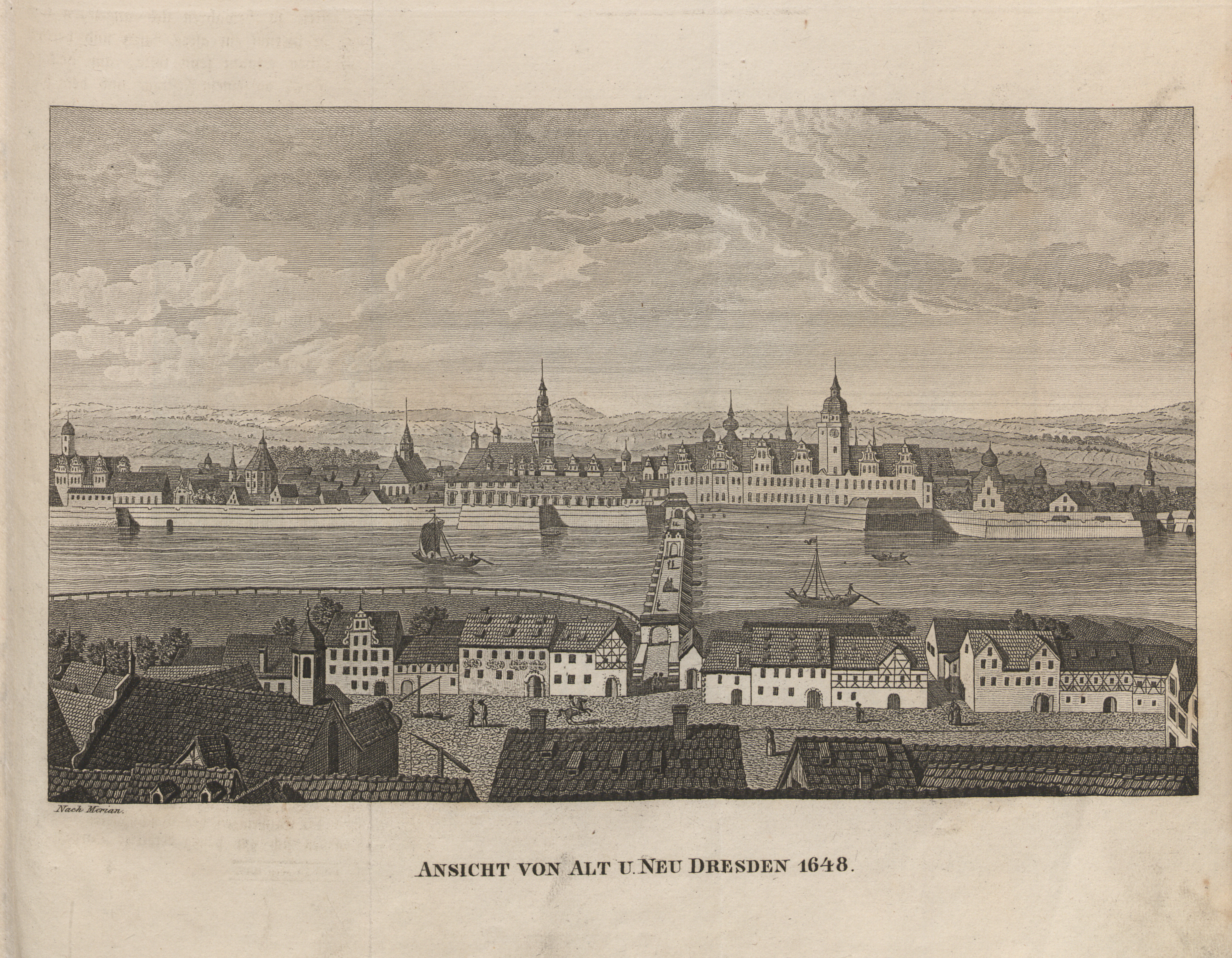
Vista sul Neustädter Markt lungo il ponte Augustusbrücke fino al centro storico, 1648

Il Neustädter Markt (piazza del mercato della città nuova) è una piazza nella Neustadt interna di Dresda. 
Fu creata probabilmente prima del 1200 come piazza del villaggio di un insediamento slavo nella successiva Altendresden. Il Neustädter Markt si trova all'incrocio tra Hauptstraße, Augustusbrücke, Köpckestraße e Großer Meißner Straße. Inoltre, la Rähnitzgasse, che proviene dal quartiere barocco di Königstraße, sbocca nel Neustädter Markt. Il punto di riferimento più importante del mercato di Neustadt è la statua equestre di Augusto il Forte, il Cavaliere dorato.

## Origine del nome
Nel 1501 era chiamato Ringk e nel 1503 Margkt. Alla fine del XVIII secolo, il termine "mercato" era molto comune. Nel XIX secolo, la piazza era chiamata Am Markt. Negli anni 1920 apparve il nome Neustädter Markt, ancora oggi attuale, per distinguerlo esplicitamente dalle sue due controparti della  Città vecchia, le adiacenti  Altmarkt e  Neumarkt.

## Conformazione e storia

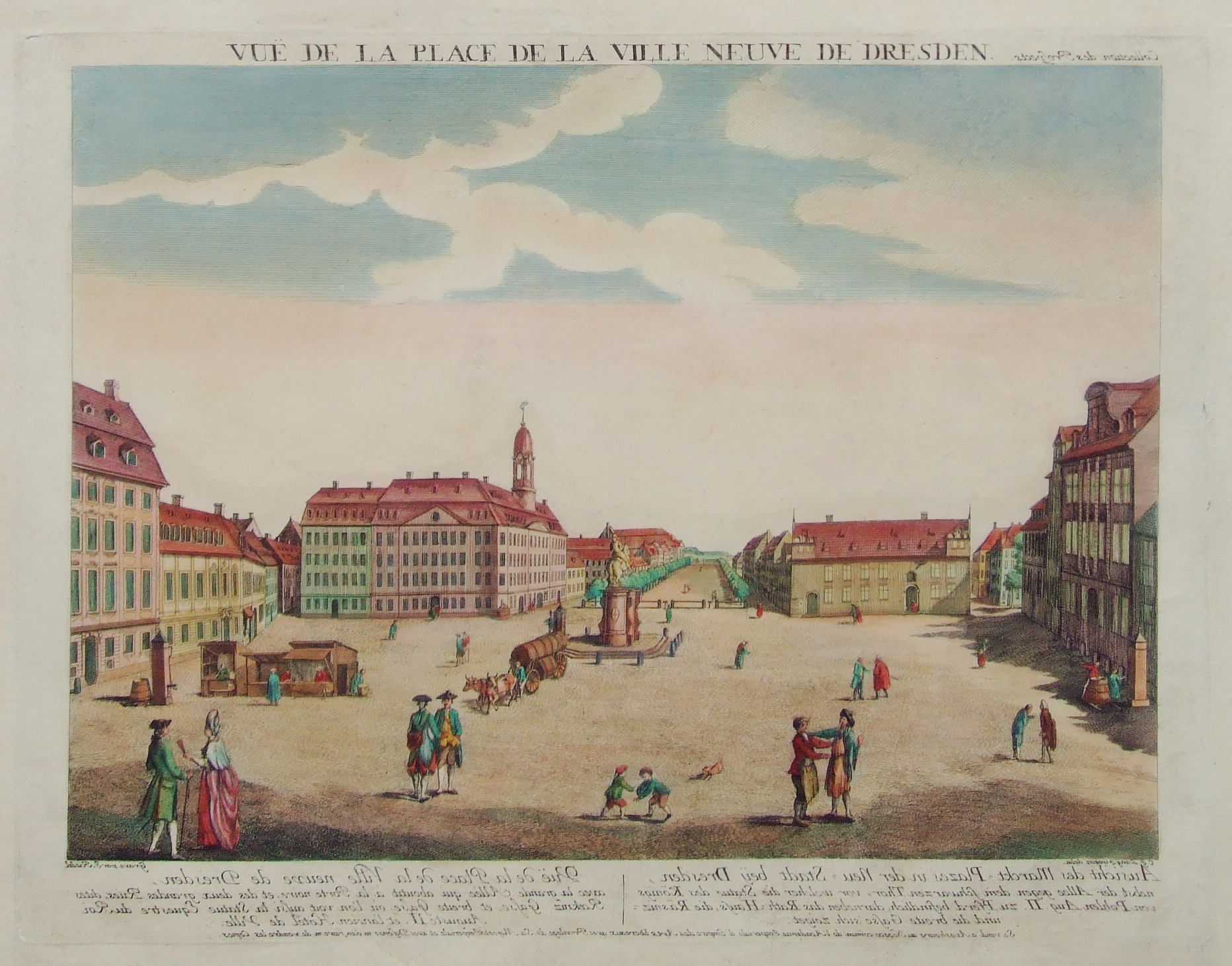
Immagine del Neustädter Markts intorno al 1770.

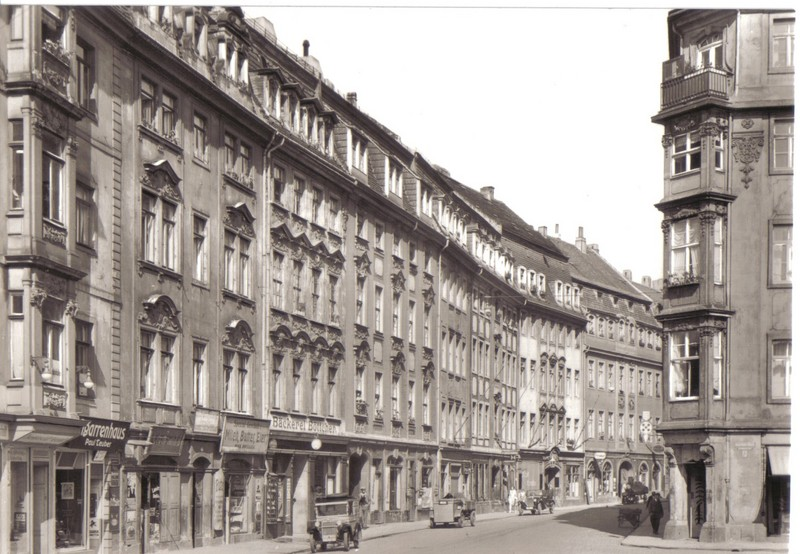
Vista, dalla Neustädter Markt, della barocca Große Meißner Straße.

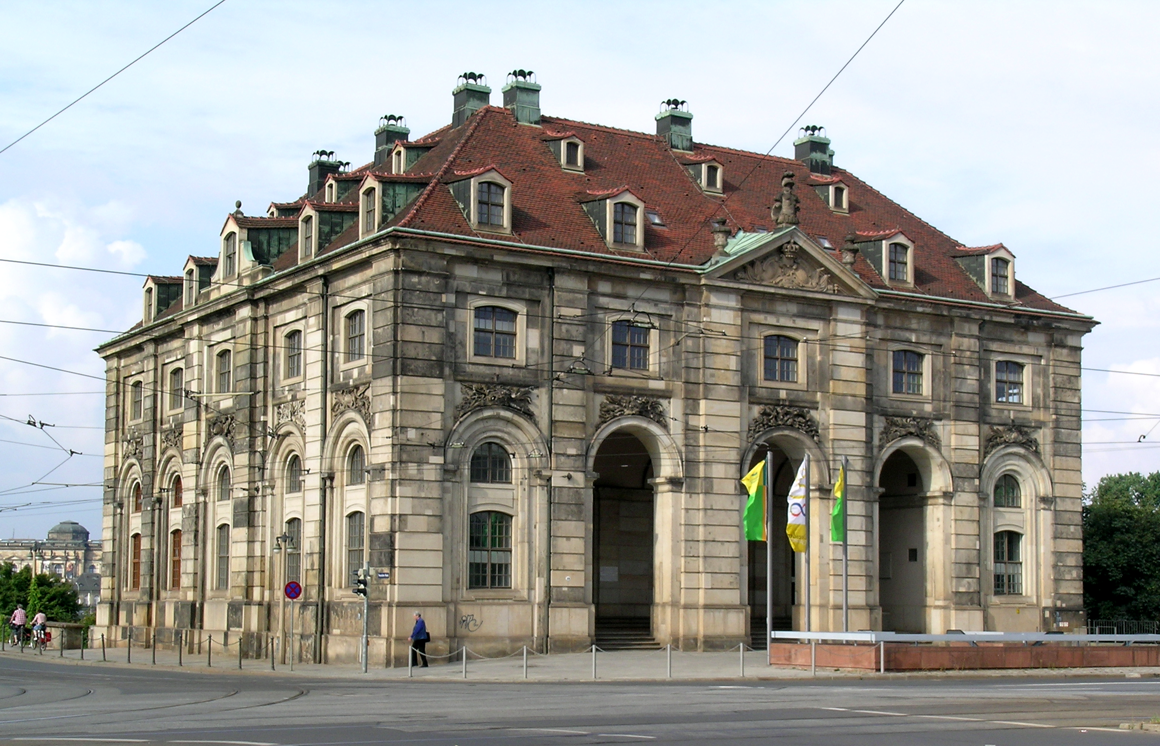
Edificio accanto al vialetto dell'Augustusbrücke

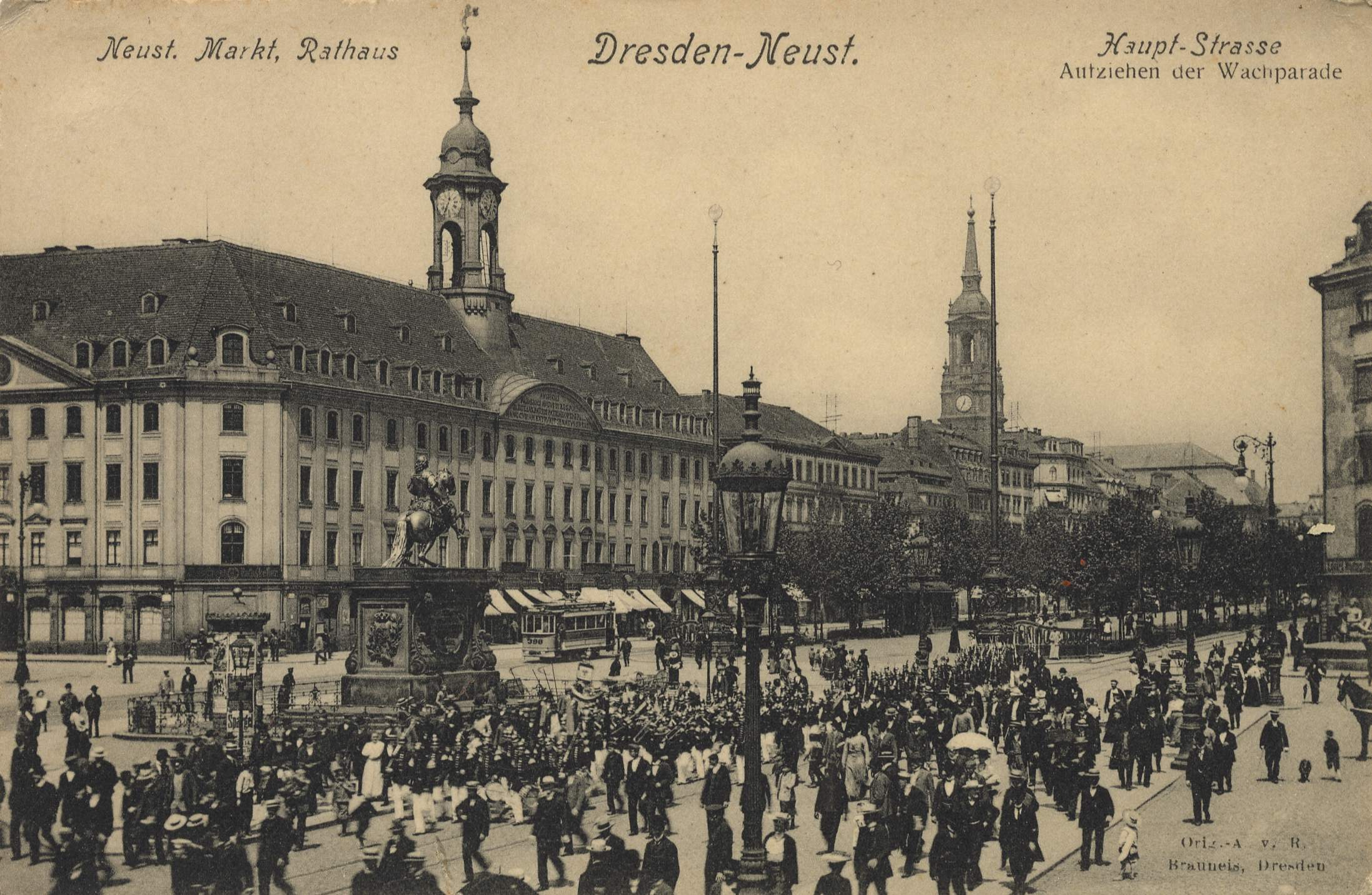
Neustädter Markt, in cui scorre la Hauptstraße, con il Neustädter Rathaus, intorno al 1900

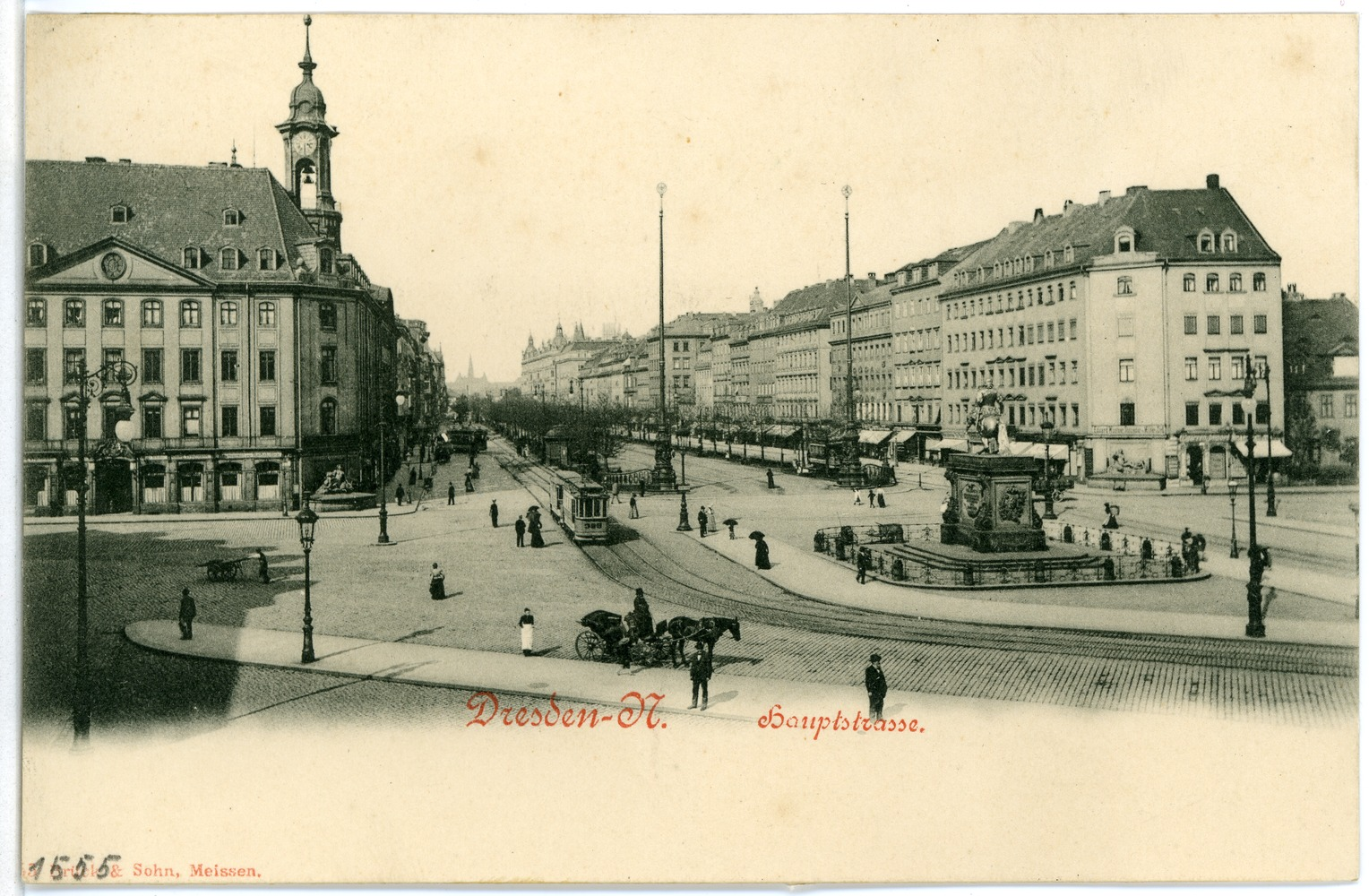
Markt con il Rathaus, guardando in fondo alla Hauptstraße, 1901

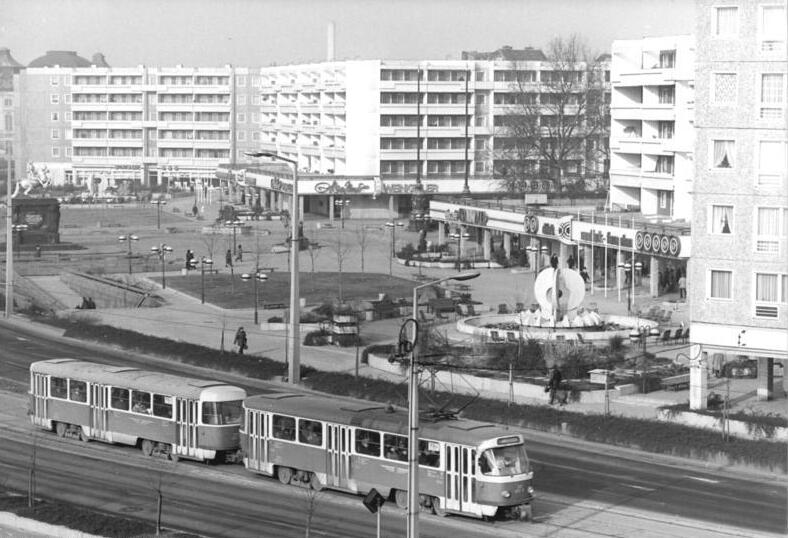
Vista sul Neustädter Markt ai tempi della DDR con il passaggio del tram Tatra T4 (foto del 1982)

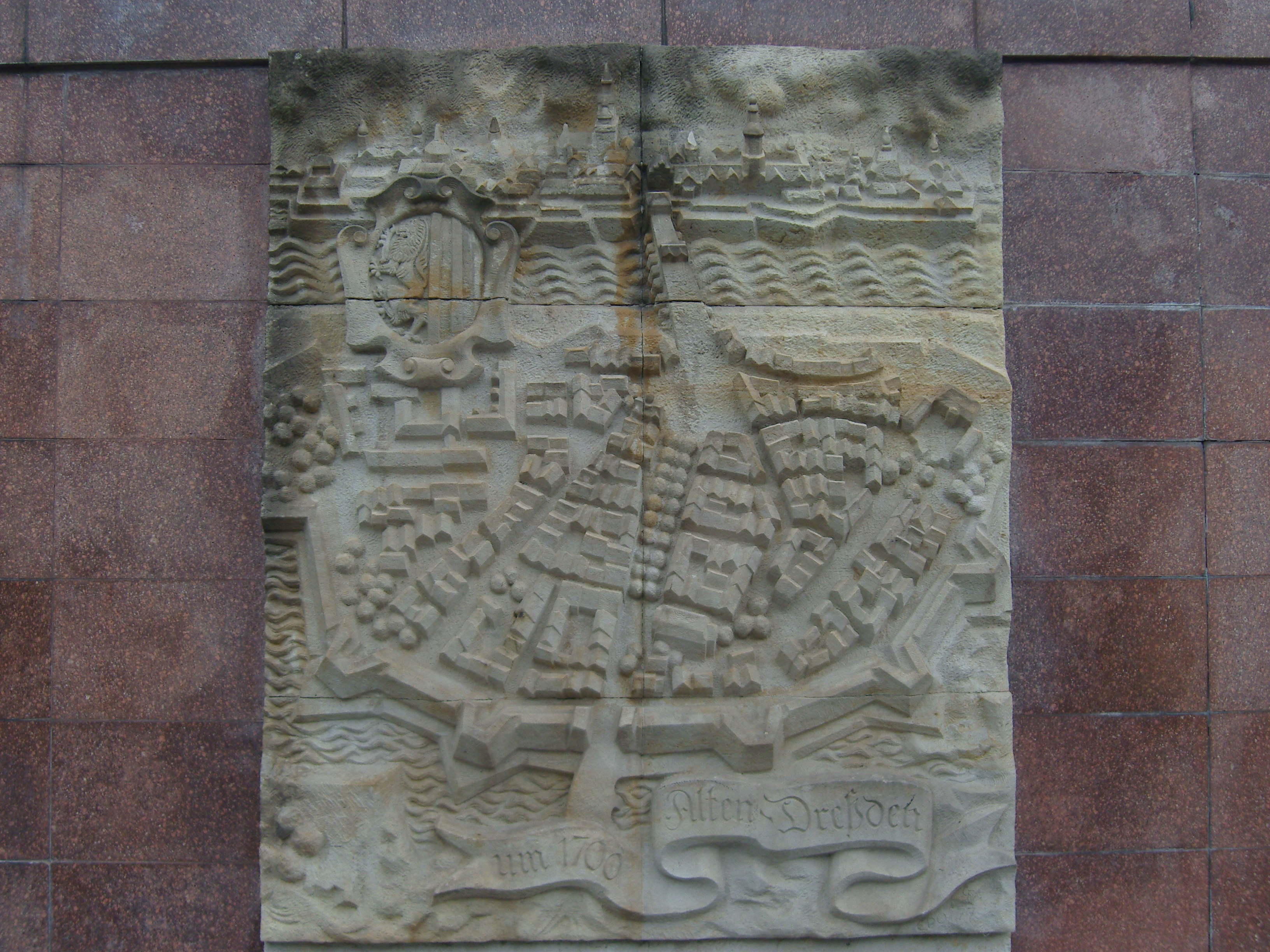
Bassorilievo di Vinzenz Wanitschke

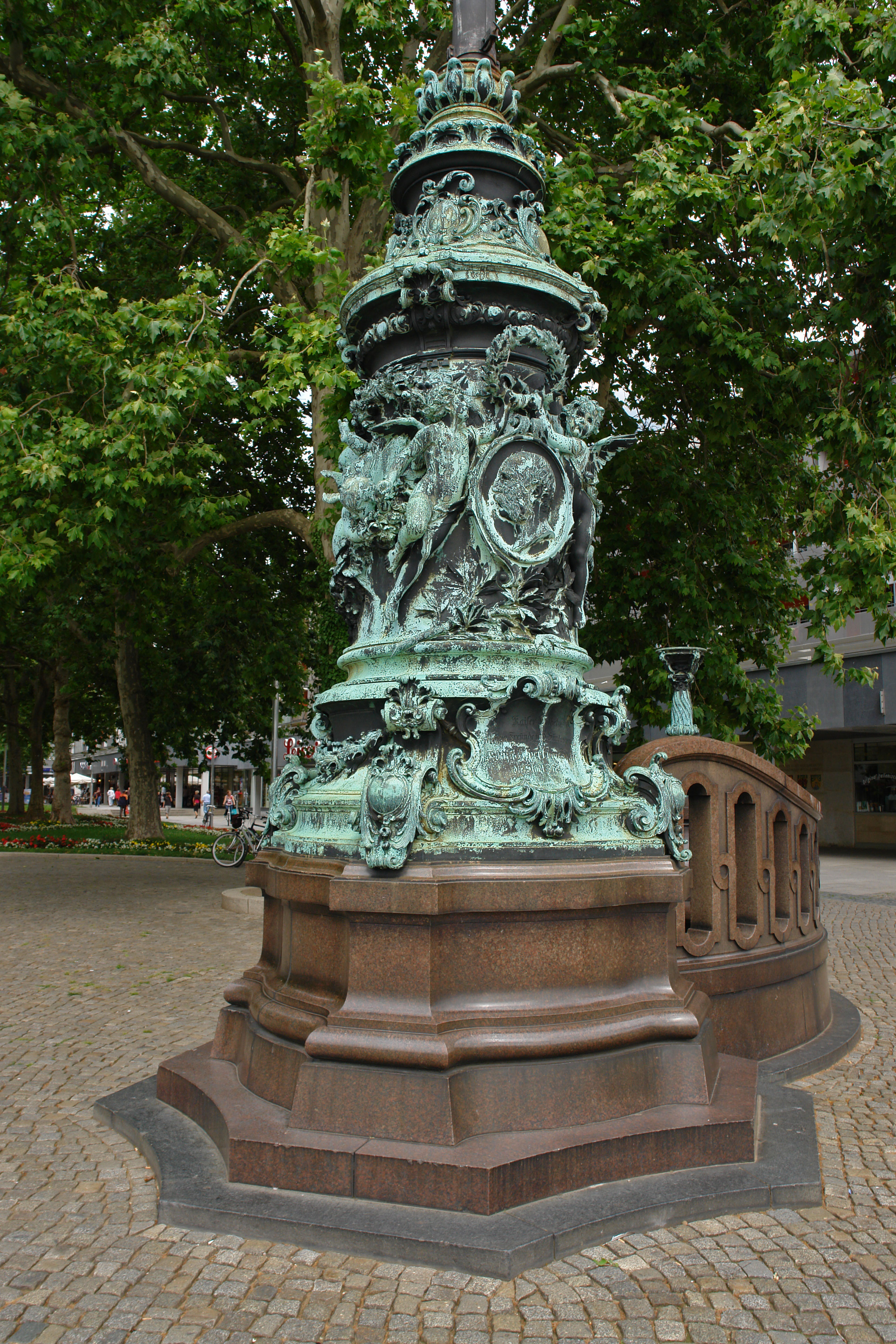
Dettaglio della base di un pennone

Sul lato nord della piazza c'erano il Neustädter Rathaus e i cosiddetti banchi della carne e del pane. Inoltre, c'erano due fontanelle pubbliche che attingevano la loro acqua dal Dresdner Heide.
Dopo l'incendio di Altendresden, nel 1685, la piazza fu ampliata. Si prevedeva inoltre di affiancare alle testate del ponte di Augusto due edifici monumentali. Tuttavia, solo il Blockhaus venne realizzato come edificio di guardia per il Neustädter Hauptwache. Di fronte alla casa di tronchi c'era la casa "Die Zeit", sulla quale era inserita una scultura di Balthasar Permoser, "Morte con clessidra". Joseph Fröhlich, il giullare di corte di Augusto il Forte, fece costruire la sua casa sulla proprietà vicina, che in seguito ospitò la locanda Narrenhäusel. Nel corso dell'espansione della piazza, il municipio fu demolito e ne fu costruito uno nuovo sul lato nord. Gli urbanisti del tempo spostarono le due fontane agli angoli della casa all'ingresso della strada principale. Sul sito delle fontane, vennero costruite due case sull'acqua con tetti in rame. Questi due edifici furono demoliti nel 1895.
Dal 1864 lo Striezelmarkt ebbe luogo più volte sulla piazza del mercato e nella strada principale adiacente.
Il bombardamento di Dresda, nel corso della seconda guerra mondiale, causò una completa distruzione del Neustädter Markt e degli edifici vicini. La piazza fu riqualificata dal piano di sviluppo della Neustadt interna negli anni 1970. Da allora, insieme alla strada principale, la piazza è stata designata come zona pedonale. Il traffico era concentrato sulla Grosse Meißner Straße (ora parte di Bundesstraße), sottopassata da un tunnel pedonale, che lo collegava al ponte di Augusto. Dopo che il tunnel è stato completamente allagato dagli straripamenti dell'Elba del 2002 e 2013, è stato completamente chiuso dal giugno 2013.

## Statue, fontane e opere d'arte

### Cavaliere dorato
L'opera d'arte più grande del Neustädter Markt è una statua equestre ritraente Augusto il Forte chiamata Cavaliere dorato, realizzata da Ludwig Wiedemann. I lavori iniziarono nel 1732 durante la vita dell'elettore e re di Polonia e furono eseguiti dopo la sua morte (1733) sotto il regno del figlio e successore Augusto III e inaugurato il 26 novembre 1736.
Il monumento fu smantellato e messo al sicuro nel 1943/1944, e pertanto non fu esposto ai bombardamenti di Dresda. Fu sistemato, nel 1956, come parte del 750º anniversario della fondazione della città di Dresda.

### Altre opere d'arte
Durante la ricostruzione dopo la guerra, i frammenti architettonici recuperati furono restaurati e ricollocati sul Neustädter Markt.
Esistono due pennoni porta bandiera in bronzo alti 20 metri sulla strada principale. Heinrich Epler li realizzò nel 1893 in ricordo della visita del Kaiser Guglielmo I a Dresda. Sono decorati ciascuno con un'immagine in rilievo di Guglielmo I e del re Alberto di Sassonia. La balaustra e le panche sono realizzate in granito svedese. Questi pennoni furono modellati, su due alberi del XVI secolo, a Venezia da Alessandro Leopardi.
Sul lato Elba del tunnel pedonale si trovano quattro rilievi in arenaria, creati negli anni 1978/1979, che mostrano vedute di epoche diverse della storia della città di Dresda. Mostrano Altendresden intorno al 1640, di Dietrich Nitzsche, Dresda (Neustadt e Altstadt) nel XVII secolo di Vinzenz Wanitschke, Altendresden e Altstadt nel XVIII secolo di Egmar Ponndorf e Peter Makolies (rilievo della strada principale e del Neustädter Markt prima del 1945).

### Fontane
Sul Neustädter Markt ci sono due fontane ninfeo realizzate in arenaria, che furono create tra il 1738 e il 1742 da Johann Benjamin Thomae. Queste fontane sono ora a circa 12 metri dalla loro posizione originale. Vi è raffigurata una ninfa con creature mitiche. Le bocche di pesce servono come distributori d'acqua. Piccoli beccucci d'acqua sono fissati ai piedistalli anteriori. La fontana fu restaurata nel 1889 dallo scultore Fehrmann. Nel 1938 le statue furono sostituite da copie di Paul Polte. Le figure, danneggiate nel 1945, furono restaurate nel 1979 da Werner e Christian Hempel.
Due pozzi di cemento, progettati in modo simile da Friedrich Kracht, sono installati sui lati est e ovest. Le piscine hanno un diametro di 15 metri e furono ricostruite nel 1995.